# Auronzo di Cadore
Auronzo di Cadore est une commune de la province de Belluno dans la région Vénétie en Italie.

## Administration
| Période                                  | Période | Identité | Étiquette | Qualité |
| ---------------------------------------- | ------- | -------- | --------- | ------- |
|                                          |         |          |           |         |
| Les données manquantes sont à compléter. |         |          |           |         |

### Hameaux
Misurina

### Communes limitrophes
Calalzo di Cadore, Comelico Superiore, Cortina d'Ampezzo, Danta di Cadore, Dobbiaco, Domegge di Cadore, Lozzo di Cadore, San Vito di Cadore, Santo Stefano di Cadore, Sesto, Vigo di Cadore